# Jacob Fry
Jacob Fry Jr. (* 10. Juni 1802 in Trappe, Pennsylvania; † 28. November 1866 ebenda) war ein US-amerikanischer Politiker. Zwischen 1835 und 1839 vertrat er den Bundesstaat Pennsylvania im US-Repräsentantenhaus.

## Werdegang
Jacob Fry besuchte die öffentlichen Schulen seiner Heimat und unterrichtete danach selbst als Lehrer in seiner Heimatstadt Trappe. Später war er erfolgreich im Handel tätig. Zwischen 1830 und 1833 war er Gerichtsdiener an den Gerichten im Montgomery County. Er schloss sich der Bewegung um den späteren Präsidenten Andrew Jackson an und wurde Mitglied der von diesem 1828 gegründeten Demokratischen Partei.
Bei den Kongresswahlen des Jahres 1834 wurde Fry im fünften Wahlbezirk von Pennsylvania in das US-Repräsentantenhaus in Washington, D.C. gewählt, wo er am 4. März 1835 die Nachfolge von Joel Keith Mann antrat. Nach einer Wiederwahl konnte er bis zum 3. März 1839 zwei Legislaturperioden im Kongress absolvieren. Im Jahr 1838 verzichtete er auf eine weitere Kandidatur.
Nach seiner Zeit im US-Repräsentantenhaus arbeitete Fry wieder im Handel. Von 1853 bis 1854 saß er als Abgeordneter im Repräsentantenhaus von Pennsylvania. Zwischen 1857 und 1860 war er Revisor der Staatsregierung von Pennsylvania (Auditor General). Er starb am 28. November 1866 in seinem Geburtsort Trappe.